# مديرية رازح

تعديل مصدري - تعديل

مديرية رازح إحدى مديريات محافظة صعدة في اليمن. بلغ عدد سكانها 62915 نسمة عام 2004. تقع في غرب صعدة.

موقع مديرية رازح في محافظة صعدة

أعلام مديرية رازح
يحيى سريع
جدبان
محمد عبدالسلام
محمد جابر عوض

## المدينة القديمة
سميت مدينة رازح باسم رازح بن خولان ابن عمرو بن الحاف بن قضاعة، وقال الفيروز بادي في القاموس المحيط ورازح أبو قبيلة من خولان.

## معالم رازح التاريخية

### قلعة شوابه
يرجع تاريخ القلعة إلى مرحلة قديمة في اليمن ثم تجددت، وتوسعت خلال حكم الإمام «يحيى بن حميد الدين»، وهي من القلاع التي كانت تستخدم كمواقع عسكرية ومراكز للحكم الإداري للدولة. القلعة من حيث تخطيطها المعماري الهندسي عبارة عن عدة أجنحة مبنية بالأحجار المهندمة، وكانت تتكون من خمسة طوابق، ويتبع القلعة عدد من المرافق مثل مدافن الحبوب وخزانات المياه، وتقسيمات القلعة الداخلية تعكس مستوى الفن الهندسي الرفيع، وكذلك أخشاب سقوفها ونوافذها وأبوابها تتضمن زخارف خشبية جميلة ولازالت بحالـة جيدة، ومساحة القلعة تشغل (35 متراً) طولاً × (35 متراً) عرضاً.

### قلعة حُرُم
تقع قلعة حرم في رأس جبل حرم بالجهة الغربية منه، ويعتبر هذا الجبل أعلى قمة في محافظة صعدة، ويرجع تاريخ القلعة إلى مرحلة قديمه في اليمن، وفي عهد الإمام يحيى بن حميد الدين تم إضافة بعض المنشآت التابعة للقلعة مثل تجديد وتوسيع خزانات المياه، حيث أن تحصينات القلعة غاية في الجمال وفي الجهة الغربية من مبنى القلعة تقـع البوابة الرئيسية وغرف الحراسة، وثلاث صالات واسعة ومنها إلى المجلس الرئيسي للاستقبال، ويتبع القسم الغربي من المبنى خزانات مياه مبنية بالأحجار والقضاض ومسجد ومخازن للعتاد العسكري والتموين، وفي وسط القلعة يقع المبنى المخصص للسكن مكون من خمسة طوابق يحتوي على ثلاث غرف ويتبعه مدخل خاص تحيط به ثلاث أبراج للحراسة ومخازن حول القلعة - مساحة كبيرة - كمتنفس لمبنى السكن.
ويوجد فيه بقايا عتاد حربي مثل المدافع القديمة وغيرها، وتطل قلعة حرم على مناظر طبيعية جميلة مزينة ببساط أخضر على مدار العام نظراً لهطول الأمطار على مديرية رازح معظم فصول السنة وتزداد غزارة في فصل الصيف، لذلك تبدو المدرجات الزراعية الخضراء والقرى المتناثرة حولها بنمطها المعماري المتميز كسندس مطرز بالعقيق يعكس لوحة جمالية غير قابلة للتكرار،

### سد الزريبة
عند سفح جبل حرم يقع سد الزريبة، وهو معلم هام يرجع تاريخه إلى (القرن الخامس الميلادي) حسب ما يشير النقش بخط المسند الموجود أعلى السد، وتبلغ أبعاد السد (27 متراً) طولاً و (27 متراً) عرضاً، وكان السد عبارة عن منشأة ري متكاملة يتبعه قنوات توزيع المياه، ومنافذ مخارج المياه ويبدو أن حوض السد مقسوم إلى نصفين ومدرج من الداخل وربما كان يتبعه نظام دقيق لتوزيع المياه بشكل عادل لكل القبل المستفيدة منه وحالياً تشغل المواد المترسبة في حوضه جزء كبير من طاقته الاستيعابية للمياه؛ مما يدل أن السد عميق، وستكشف أعمال التنقيب الأثري في هذا السد ومحيطه عن معلومات تاريخية ذات قيمة حول نظام الري القديم الذي كان متبعاً، ولا يزال السد بحالة جيدة ويؤدي جزءاً من وظائفه وبحاجة إلى ترميمات وصيانة وقبل الوصول إلى موقع السد يلاحظ بقايا أطلال لمبانٍ سكنية وبقايا سور تتخلله أبراج حراسه ولم يبق منها ـ حالياً ـ سوى أساسات المنشآت القديمة.

### حصن الدامغ
يقع حصن قصبة الدامغ في قمة جبل الدامغ جنوب رازح، ويتبع حالياً عزلة الأزد، ويرجع تاريخ الحصن إلى الفترة الأولى في اليمن القديمة ، وتجددت وتوسعت مرافقه خلال حكم الإمام «يحيى بن حميد الدين»، وتخطيط مبنى الحصن بشكل دائري، ويتكون من أربعة طوابق، قوام بنائه الأحجار المهذبة ويتبع الحصن عدد من مدافن الحبوب، وخزانات المياه عبارة عن برك مبنية بالأحجار والقضاض يعلوها عقود جميلة.

### حصن الحجلة
يقع شرق عزلة الحجلة، ويرجع تاريخه الأول إلى الفترة الأولى للحكم العثماني ثم تجدد في فترات لاحقة كان آخرها خلال حكم الإمام «يحيى بن حميد الدين»، ويتخذ تخطيطه المعماري الشكل الدائري، ويتكون من أربعة طوابق، قوام بنائه الأحجار المهندمة، وتحصينات المبنى عديدة وله بوابة واحدة، ويتبع الحصن مرافق خدمية وأهمها خزانات المياه العديدة الموجودة في محيطه، وعند سفح الجبل سد، ومن قمة هذا الحصن يمكن رؤية شواطئ البحر الأحمر، ويحيط بمبنى الحصن مساحة واسعة للاستراحة.

### جامع ذي الكفل
يقع جامع ذي الكفل في قرية ثاهر الحنش منطقة الحجلة مديرية رازح، يرجع تاريخه إلى بداية مرالعصر الإسلامي، ويعتبر من المساجد الأثرية الهامة لما يحتويه من روائع الزخارف الفنية الإسلامية على واجهات جدرانه، وفي محيط المحراب في جدار القبلة تزداد الزخارف الفنية كثافة بالإضافة إلى الكتابات الإسلامية القديمة، ويتبع هذا الجامع مرافق لخزن المياه.

### جامع الناصر
يرجع التاريخ الأول للجامع إلى بداية العصر الإسلامي، وتنسب تسمية الجامع إلى الإمام «أحمد بن المهدي» الملقب «بالناصر»، ويعتبر من الجوامع التاريخية، وقد توسع الجامع كثيراً في المراحل اللاحقة إلى جانب بنائه الأول الذي ظل محتفظاً بهيكله، ويتبع الجامع مرافق عديدة وأموال موقوفة، وهذه المرافق تؤدي خدمة للمصلين، ومنها ما يؤدى خدمة لطلبة العلم مثل المدرسة العلمية التي تحتوي على عدد من الفصول الدراسية وكذلك يتبع الجامع «منزلة»، ويحتوي الجامع على عدد من القباب والأضرحة، وتحيط بجدران الجامع الداخلية الأحزمة الزخرفية الجصية التي تعكس المستوى الرفيع للفن الإسلامي.

### وادي دهوان
يقع وادي دهوان في عزلة النظير، ويعتبر من أجمل المواقع السياحية في مديرية رازح، ويشتهر بإنتاجه الوفير من المزروعات، وأهمها الموز ومحصول البن، وفيه المياه جارية على مدار العام بشكل غيول وينابيع، وتعتبر عزلة النظير الأكثر كثافة سكانية دون غيرها من العزل، وتتمتع بعوامل جذب سياحية عديدة، تتمثل بقرية النظير بنمطها المعماري السائد، قوام عمارتها الأحجار، وكان يوجد فيها مسجد تاريخي قديم ولكنه تهدم وتم إنشاء مسجد جديد على أثره.
جبل جثمان
يقع في المنطقة الشمالية الغربية لمديرية رازح، في منطقة شعبان، وهو جبل استراتيجي استخدمه العثمانيون ومن بعدهم الدولة الزيدية وهو مطل على منطقة جازان السعودية. ومن ابرز معالمه (خزانة حمامه) و (حجر الخيال) (حجر الخازوق) ومن اشهر الأسر المعروفه فيه (آل كثير) في منطقة (جله).

## جامع شريم
يقع في قريه الحلف عزلة بني يلقم بناه الحاج عبد الرحمن الهمداني في ستينات القرن الماضي ويعتبر من أهم معالم القرية.